# West Texas Intermediate

Precio spot del intermediario del oeste de Texas en relación con el precio del crudo Brent.

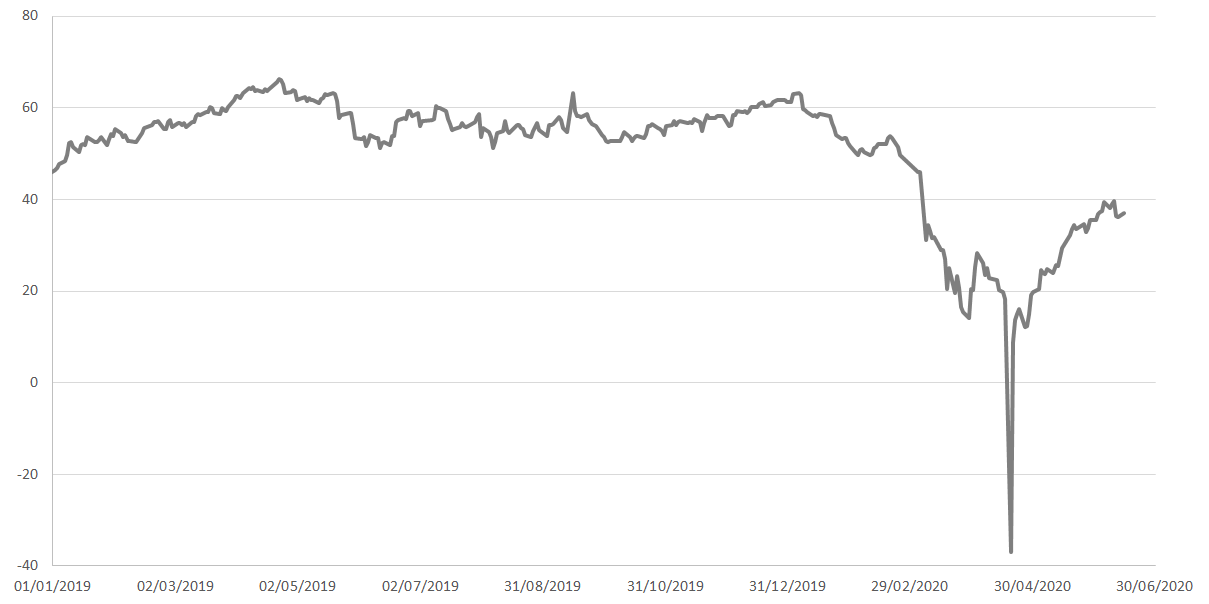
Movimiento del precio del WTI a partir de 2019. El 20 de abril de 2020 los precios cayeron por debajo de cero por primera vez en la historia.

Según el EIA, el West Texas Intermediate (WTI) es una corriente de crudo producido en Texas y el sur de Oklahoma y es utilizado como punto de referencia en la fijación de precios del petróleo.
Otras corrientes en Estados Unidos son el Light Louisiana Sweet (LLS); el Mars and Poseidon, producido en Luisiana, y el Southern Green Canyon, producido en Texas.